# TRNK (citozin38-C5)-metiltransferaza
TRNK (citozin38-5)-metiltransferaza (EC 2.1.1.204,  (gen), DNMT2 (gen), TRDMT1 (gen)) je enzim sa sistematskim imenom S-adenozil--metionin:tRNK (citozin38-5)-metiltransferaza. Ovaj enzim katalizuje sledeću hemijsku reakciju
-adenozil--metionin + citozin38 u tRNK {\displaystyle \rightleftharpoons } -adenozil-L-homocistein + 5-metilcitozin38 u tRNK
Eukariotski enzim katalizuje metilaciju citozina38 u anti-kodonskoj petlji tRNKAsp(GTC), tRNKVal(AAC) i tRNKGly(GCC). Metilacija posredstvom Dnmt2 enzima štiti tRNK molekule protiv stresom indukovanog odsecanja ribonukleazom.

## Literatura
- Nicholas C. Price; Lewis Stevens (1999). Fundamentals of Enzymology: The Cell and Molecular Biology of Catalytic Proteins (Third изд.). USA: Oxford University Press. ISBN 019850229X.
- Eric J. Toone (2006). Advances in Enzymology and Related Areas of Molecular Biology, Protein Evolution (Volume 75 изд.). Wiley-Interscience. ISBN 0471205036.
- Branden C; Tooze J. Introduction to Protein Structure. New York, NY: Garland Publishing. ISBN 0-8153-2305-0.
- Irwin H. Segel. Enzyme Kinetics: Behavior and Analysis of Rapid Equilibrium and Steady-State Enzyme Systems (Book 44 изд.). Wiley Classics Library. ISBN 0471303097.
- William P. Jencks (1987). Catalysis in Chemistry and Enzymology. Dover Publications. ISBN 0486654605.

## Spoljašnje veze
- TRNA+(cytosine38-C5)-methyltransferase на 